# De Vredesraket

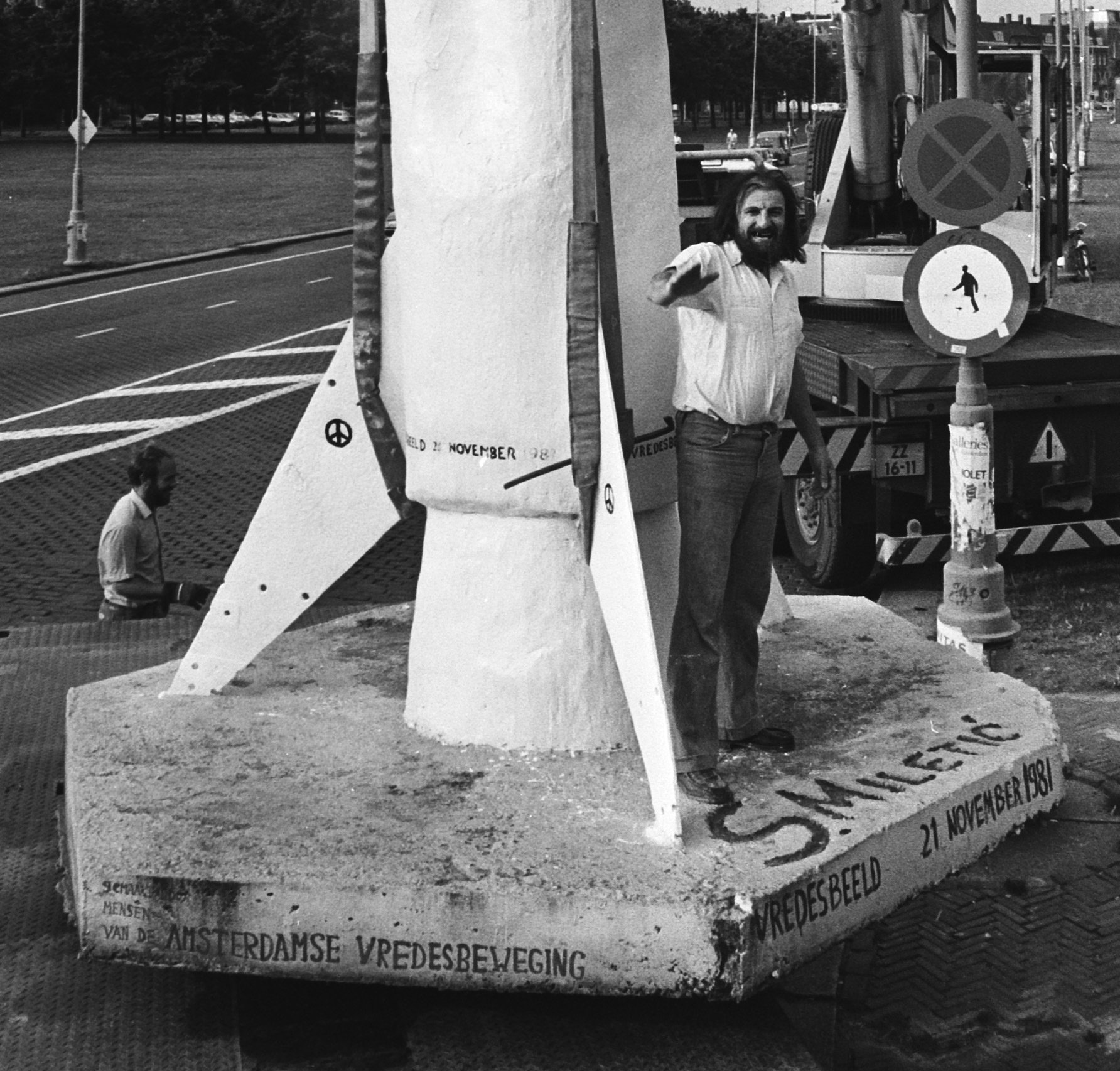
Herplaatsing in 1983 door de kunstenaar, voorzien van inscriptie

De Vredesraket (ook Vredesbeeld 21 november 1981) was een sculptuur van de Joegoslavische kunstenaar Slavomir Miletić, dat van 1981 tot 1995 op het Museumplein in Amsterdam heeft gestaan.

## Beschrijving
Het kunstwerk is uit beton gegoten en beeldt een raket uit waarvan de top wordt gevormd door twee elkaar omhelzende figuren. 
De betonrand is voorzien van de tekst "Gemaakt door mensen van de Amsterdamse vredesbeweging, Vredesbeeld, 21 november 1981, S. Miletić"

## Geschiedenis
Het beeld is met vrijwilligers in een kraakpand gemaakt in de week voorafgaand aan de demonstratie. In de nacht voor de antikernwapendemonstratie van 21 november 1981 werd het beeld illegaal geplaatst op het Museumplein waar de demonstratie bijeen zou komen. In 1983 kreeg het beeld een herziene standplaats.
De vredesraket werd omschreven als het lelijkste kunstwerk van de stad. De schrijver Max Pam en de filmmaker Theo van Gogh hebben in 1994 de prijs die ze wonnen voor hun satirische architectuurprogramma De woestijn leeft aan de gemeente Amsterdam geschonken om te gebruiken voor de sloop van het beeld, met instemming van de De Bond Heemschut en de wethouder. De stad zat ook danig met het beeld in haar maag, en bij de herinrichting van het Museumplein sprak de wethouder in 1994 over het verplaatsen van het beeld naar de ondergrondse parkeergarage die daar aangelegd werd.
In mei 1995 is het beeld uiteindelijk door Stadsdeel Zuid in overleg met het 21-november-comité verwijderd en opgeslagen om later ergens in het Amsterdamse stadsbeeld herplaatst te worden. Anno 2021 wist de gemeente Amsterdam niet meer te achterhalen wat er met het werk gebeurd is.